# Let BOAC 911
Let BOAC 911 byl let kolem světa, provozovaný společností British Overseas Airways Corporation (BOAC). Dne 5. března 1966 se dopravní letoun Boeing 707–436 této linky zřítil na úbočí hory Fudži. V důsledku silných turbulencí se rozpadl ve vzduchu. Při nehodě zahynulo všech 113 cestujících a jedenáct členů posádky.
Havárie letu 911 byla třetí smrtelnou nehodou osobní letecké společnosti v Tokiu během jednoho měsíce. Jen o den dříve havaroval let Canadian Pacific Air Lines 402 a předtím 4. února let All Nippon Airways 60.

## Průběh nehody

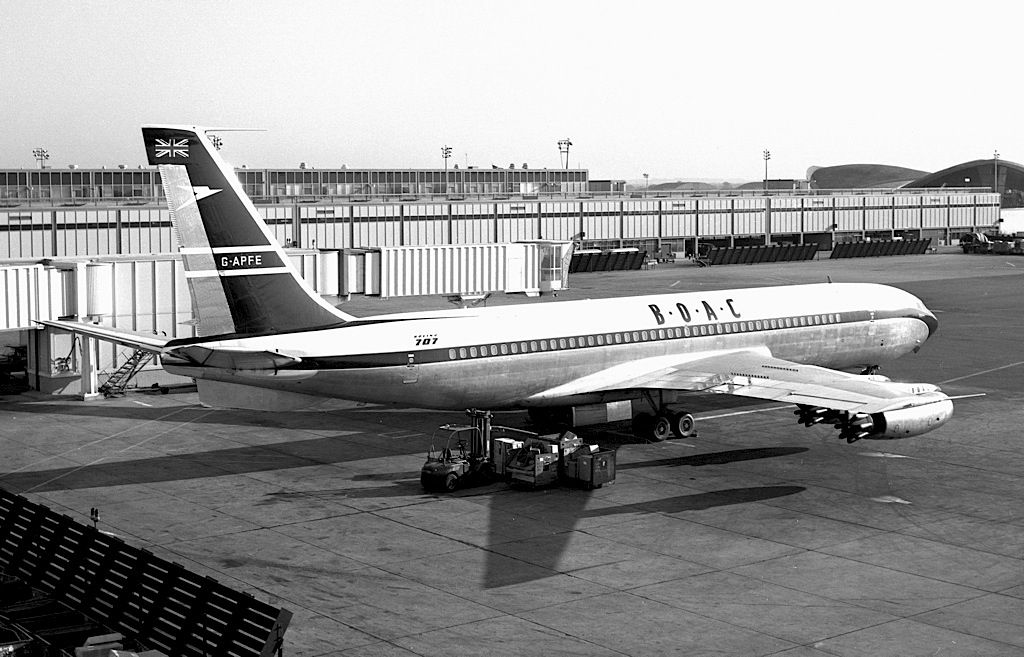
Havarované letadlo G-APFE na snímku z roku 1962

Dopravní letoun Boeing 707–436 (sériové číslo 17706, registrace G-APFE, volací znak Speedbird 911) společnosti BOAC přistál na letišti Tokio Haneda v den neštěstí ve 12:40. Letoun byl téměř šest let starý, společnosti BOAC byl dodán 29. dubna 1960 a měl za sebou 6744 letů v délce 19 523 hodin. Poháněly jej motory Rolls-Royce Conway 508.
Do Tokia stroj přiletěl z letiště ve Fukuoce, kam byl předchozího dne odkloněn kvůli nepříznivému počasí panujícímu v Tokiu. Mezitím se počasí zlepšilo, silné západoseverozápadní proudění za studenou frontou přineslo chladný suchý vzduch z asijské pevniny a s ním křišťálově čistou oblohu. Pro následující úsek letu z Tokia do Hongkongu posádka dostala povětrnostní předpověď od zástupců společnosti a vyplnila letový plán, podle kterého měli letět podle přístrojů (IFR) z letiště Haneda, přes ostrov Izu Óšima, poté v letovém koridoru JG6 do Hongkongu v letové hladině 310 (31 000 stop (9 400 m)). Boeing pilotoval pětačtyřicetiletý kapitán Bernard Dobson z Dorsetu, který byl považován za velice zkušeného pilota, neboť létal sedmsetsedmičku od roku 1960.
Posádka ve 13:42 kontaktovala řízení letového provozu a žádala povolení nahodit motory a změnila žádost pro let za viditelnosti (VMC). Měla stoupat západně přes body Fuji-Rebel-Kushimoto, což by je přivedlo blíže k Fudži, snad kvůli lepšímu výhledu cestující na horu.
Letadlo začalo pojíždět ve 13:50 a vzlétlo za severozápadního větru ve 13:58. Po vzletu letadlo nepřetržitě stoupalo doprava, otočilo se nad Tokijským zálivem a nasadilo jihozápadní kurz, proletělo severně od Odavary. Poté začalo znovu točit doprava k hoře, letělo nad Gotembou v kurzu přibližně 298° při indikované rychlosti letu od 320 do 370 uzlů a nadmořské výšce přibližně 4 900 m (16 000 stop), vysoko nad vrcholem hory (3 776 m). Pak se letoun ocitl v silných turbulencích, které jej za letu rozlámaly. Trosky spadly do lesa na úpatí hory ve výšce asi 1000 metrů. Trosky letounu byly rozptýleny v pásu dlouhém 16 km.

## Vyšetřování

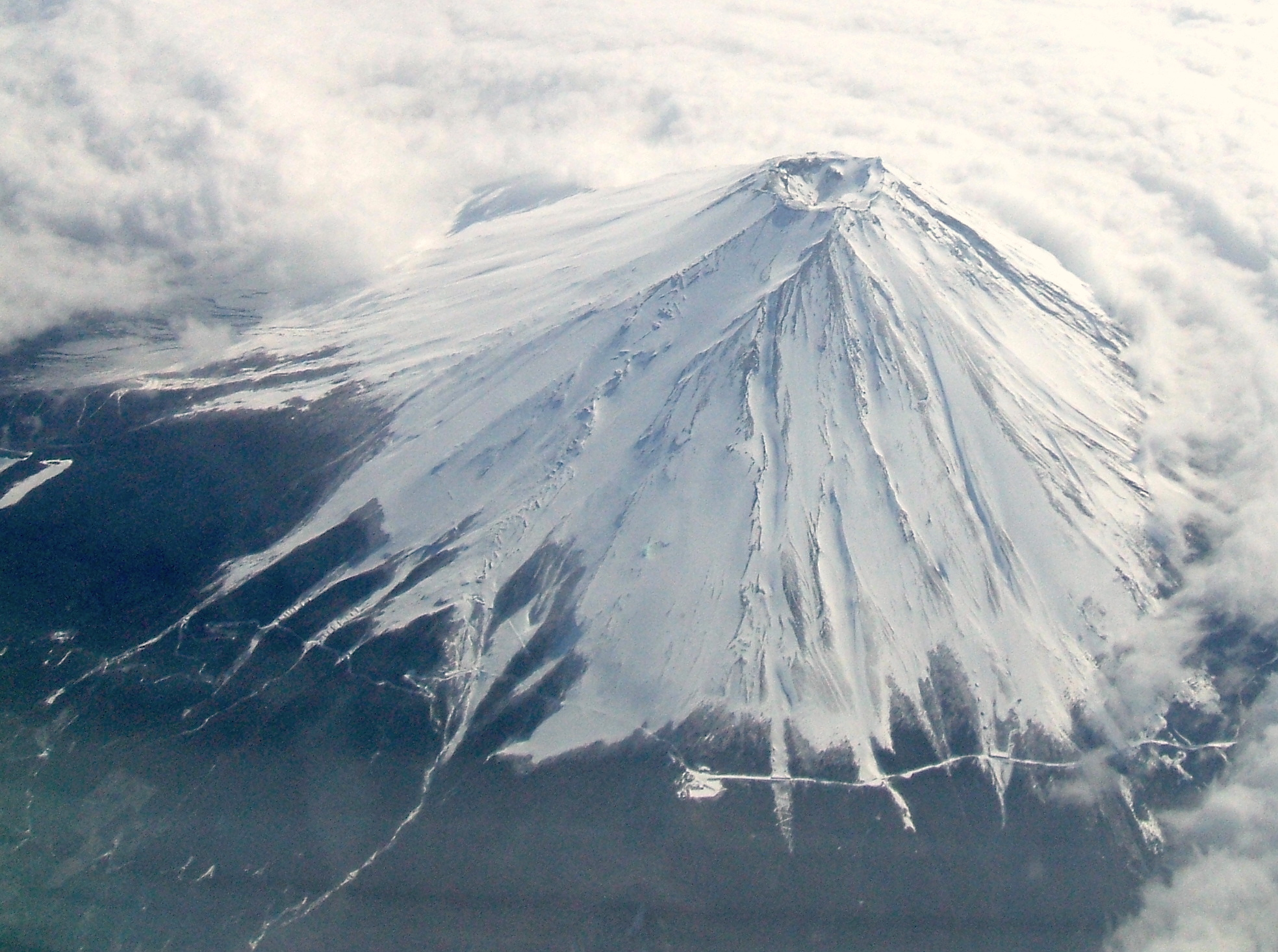
Fudži ze vzduchu

Průběh nehody vyšetřovatelům pomohla určit analýza umístění rozptýlených trosek a dalších důkazů. K dispozici byly například fotografie pořízené příslušníky Japonských síl sebeobrany a v troskách nalezený záznam z 8mm kamery pořízený jedním z cestujících.
Nejprve selhalo uchycení vertikálního stabilizátoru, která při pádu narazila do levého vodorovného stabilizátoru a ulomila jej. Následně selhaly pylony všech čtyř proudových motorů. Letoun přešel do ploché vývrtky, přičemž se dále rozpadalo. Odlomila se ocasní část, selhalo křídlo a odlomila se i příďová část. Z porušených nádrží unikalo palivo.
Závěrečná zpráva uvádí, že: „letadlo narazilo nad městem Gotemba na neobvykle silnou turbulenci, která způsobila nárazové zatížení značně přesahující konstrukční limit“.

## Další okolnosti
Nehoda byla jednou z pěti, které se v roce 1966 udály v Japonsku a měly smrtelné následky – havarovala čtyři civilní a jedno vojenské letadlo. Stala se ani ne za 24 hodin po nehodě kanadského Douglasu DC-8 letu Canadian Pacific Air Lines 402, který po přistání na letišti Haneda havaroval a začal hořet. Jeho trosky při startu letu BOAC 911 ještě doutnaly u vzletové dráhy.
Mezi cestujícími byla skupina 75 Američanů se vztahem ke společnosti Thermo King z Minneapolisu. Dvoutýdenní cestu po Japonsku a jihovýchodní Asii dostali jako firemní odměnu. Ve skupině cestovalo 26 párů, zůstalo po nich 63 osiřelých dětí.
Několik cestujících zrušilo rezervaci na poslední chvíli. Albert R. Broccoli, Harry Saltzman, Ken Adam, Lewis Gilbert a Freddie Young hledali v Japonsku lokace pro bondovku Žiješ jenom dvakrát.